# Sân vận động El Hadj Hassan Gouled Aptidon
Sân vận động el-Hadj Hassan Gouled Aptidon (tiếng Pháp: Stade el-Hadj Hassan Gouled Aptidon) là một sân vận động đa năng ở Thành phố Djibouti, Djibouti. Sân hiện đang được sử dụng chủ yếu cho các trận đấu bóng đá. Sân vận động có sức chứa tới 10.000 khán giả. Kể từ tháng 4 năm 2007, sân vận động có mặt sân cỏ nhân tạo với sự giúp đỡ của chương trình phát triển Win in Africa của FIFA. Nó hiện là sân nhà của đội tuyển bóng đá quốc gia Djibouti. Sân vận động là trụ sở của nhiều liên đoàn thể thao ở Djibouti, bao gồm Liên đoàn bóng đá Djibouti.

## Lịch sử
Sân vận động khai trương vào ngày 26 tháng 6 năm 1993. Sân được đặt theo tên của Tổng thống đầu tiên của Djibouti, Hassan Gouled Aptidon. Cơ sở được xây dựng với sự hỗ trợ của các kỹ sư Trung Quốc. Công việc cải tạo tại sân vận động bắt đầu vào năm 2002. Sân vận động cũng đã được hưởng lợi từ chương trình Goal do FIFA thành lập. Mặt sân cỏ nhân tạo mới được thiết lập một lần nữa vào năm 2007.

## Cơ sở hạ tầng
Sân vận động bao gồm một đường chạy điền kinh 8 làn và một sân cỏ tổng hợp. Sân có hai khán đài, một khán đài được lắp mái che, có thể chứa 10.000 khán giả. Khu liên hợp cũng có ba phòng để luyện tập võ thuật và bóng bàn.

## Giải đấu
Sân tổ chức các trận đấu của đội tuyển bóng đá quốc gia Djibouti, giải vô địch bóng đá Djibouti, cúp và siêu cúp và các giải đấu thể thao. Trận đấu quốc tế chính thức đầu tiên diễn ra tại sân vận động này là trận đấu giữa Djibouti với Cộng hòa Dân chủ Congo trong vòng loại World Cup 2002 vào ngày 7 tháng 4 năm 2000. Kết thúc trận đấu này diễn ra trước 2.700 khán giả, hai đội đã kết thúc với tỷ số hòa, với một bàn thắng của mỗi đội. Trong điền kinh, đây là nơi diễn ra lượt đi và lượt về của giải bán kết quốc tế Djibouti diễn ra mỗi năm vào tháng ba.